# Edla Sofia Arvidsson
Edla Sofia Arvidsson, född Emanuelsson den 10 mars 1916 i Trollhättan, död 18 juni 2000 i Gustavsberg, var en svensk porslinskonstnär, skribent, redaktör och ansvarig utgivare.
Hon föddes i Trollhättan och flyttade sedan med familjen till Tanum i norra Bohuslän. Som ung försörjde hon sig som barnflicka och senare som kassabiträde på Grand Hôtel i Strömstad. Första gången hon blev publicerad som skribent var i lokaltidningen Norra Bohuslän och hon fick senare frilansuppdrag på Kuriren.
Edla Sofia Arvidsson kom in på Tekniska skolan, det nuvarande Konstfack. År 1939, 23 år gammal, kom hon som konststuderande till Gustavsbergs porslinsfabrik för en praktikvecka. Hon fick anställning på fabriken som figurmålare av konstgodsserien Argenta, under Wilhelm Kåges ledning. Hon arbetade som figurmålare i 16 år.
Åren 1966 till 1978 var hon redaktör och ansvarig utgivare för tidningen Gustavsbergaren som var kommunens och fabrikens tidning. Arvidsson skrev även i lokalpressen samt medverkade i flera skrifter om Gustavsberg och porslinsfabrikens historia.
Hennes son Gösta Arvidsson har på många sätt övertagit sin mors intresse och använt sin mors material i böcker om Gustavsberg och Porslinsfabriken. Hennes sondotter är skådespelaren Malin Arvidsson.
I samband med att det nya bostadsområdet "porslinskvarteren" började uppföras i Gustavsberg namngavs en av gatorna till Edla Sofias gata.